# Nealcidion griseum
Nealcidion griseum är en skalbaggsart som först beskrevs av Aurivillius 1900.  Nealcidion griseum ingår i släktet Nealcidion och familjen långhorningar.
Artens utbredningsområde är Venezuela. Inga underarter finns listade i Catalogue of Life.